# ألان هاريس
ألان هاريس (بالإنجليزية: Allan Harris)‏ ـ (28 ديسمبر 1942 ـ 23 نوفمبر 2017) هو لاعب كرة قدم مدافع ومدير فني بريطاني، لعب لأندية تشيلسي وكوفنتري سيتي وكوينز بارك رينجرز، وهو الأخ الأكبر للاعب رون هاريس.

## عمله بالتدريب
عمل هاريس مساعدًا لمدرب نادي برشلونة بين 1984 و1986، ثم درب النادي الأهلي المصري في الفترة من 1993 إلى 1995، وفي سنة 2000 عُين مديرًا فنيًا لمنتخب ماليزيا لكرة القدم، حيث ظل حتى سنة 2004.

## وفاته
توفي هاريس في 23 نوفمبر 2017، عن عمر يناهز 74 عامًا.